# Поспішиш — людей насмішиш
«Поспішиш — людей насмішиш», або «Дурні́ завжди поспішають» (англ. Fools Rush In) — комедійний фільм 1997 року.

## Сюжет
Познайомившись з чарівною Ізабель, Алекс Вітман і не підозрював, що ніч пристрасті не пройде безслідно, а стане початком кохання. І коли Ізабель повідомляє, що чекає від нього дитину, Алекс приймає рішення — одружуватися на дівчині.

## У ролях
- Меттью Перрі — Алекс Вітмен
- Сальма Гаєк — Ізабель Фуентес-Вітман
- Джон Тенні — Джефф
- Карлос Гомес — Чуй
- Томас Міліан — Томас Фуентес
- Шивон Фаллон — Лейні
- Джон Беннетт Перрі — Річард Вітмен
- Стенлі ДеСантіс — Джадд Маршалл
- Сюзанна Снайдер — Кеті Стюарт
- Енн Бетанкур — Амалія Фуентес
- Джилл Клейбург — Нен Вітмен
- Анджеліна Торрес — бабуся
- Деббі Шайвлі — секретарка Донна
- Марк Адайр-Ріос — Хуан Фуентес
- Енні Комбс — гінеколог Ліза Барнс
- Гаррет Девіс — Стен